# 伊藤博 (1930年生の国文学者)
伊藤 博（いとう ひろし、1930年12月 - ）は、日本の国文学者。大妻女子大学名誉教授。
神奈川県横須賀市生まれ。1956年東京教育大学大学院修士課程修了。大妻女子大学教授、2001年定年、名誉教授。王朝女流文学が専門。
中央大学教授だった伊藤博（1935-91）も中古文学専門（『源氏物語』）だが別人。

## 著書
- 『蜻蛉日記研究序説』笠間書院 1976
- 『和泉式部日記伝本攷』桜楓社 1981
- 『和泉式部日記研究』笠間書院 1994
- 『和泉式部 和歌と生活』笠間書院 2010

### 共著
- 『中古女流日記文学』宮崎荘平共著 笠間書院 1977
  - 『王朝女流日記文学』改訂4版 宮崎荘平共著 笠間書院 2001
- 『源氏物語の鑑賞と基礎知識 no.5 若紫』編 至文堂 国文学「解釈と鑑賞」別冊 1999
- 『三省堂全訳読解古語辞典』鈴木一雄,外山映次,小池清治共編 三省堂 1999
- 『源氏物語の鑑賞と基礎知識 no.22 紅葉賀・花宴』編 至文堂 国文学「解釈と鑑賞」別冊 2002
- 『王朝女流文学の新展望』宮崎莊平共編 竹林舎 2003

### 校訂
- 『堤中納言物語』編 桜楓社 1976
- 『和泉式部集全集 本文と総索引』久保木哲夫共編 貴重本刊行会 1994
- 『中世王朝物語全集 1 浅茅が露』鈴木一雄,石埜敬子共校訂・訳註 笠間書院 1999
- 『中世王朝物語全集 19 夜寝覚物語』鈴木一雄,石埜敬子共校訂・訳注 笠間書院 2009